# カレンシーボード制
カレンシーボード制（カレンシーボードせい、Currency Board）とは、為替政策の一つ。端的に言えば、国内に流通する自国通貨に見合っただけのドルを中央銀行が保有するという制度。その結果、自国通貨は100％、中央銀行の保有するドルにバックアップされるため、為替レートを固定するという政策に信認がもたらされる。中央銀行は自国通貨の流通量に見合ったドルの保有を義務づけられる為、無秩序に通貨増発が出来なくなる。

## 採用通貨
香港ドル は1983年以来、米ドルに対して1米ドル＝7.8HKD（7.75～7.85の小幅レンジで変動）のペッグ制をとっている。香港の米ドルペッグ制はカレンシーボード制であり、1香港ドルの発行ごとに相当する米ドルが裏付けられるように、発券銀行であるHSBC、スタンダード・チャータード銀行、中国銀行が香港ドル銀行券を発行する際、相当額の米ドルを香港通貨当局に預託している。